# Austin Film Critics Association Awards 2014
10. ročník předávání cen asociace Austin Film Critics Association se konal 17. prosince 2014.

## Nejlepších deset filmů
1. Chlapectví
2. Whiplash
3. Grandhotel Budapešť
4. Birdman
5. Ledová archa
6. Slídil
7. Selma
8. Kód Enigmy
9. Skrytá vada
10. Zmizelá

## Vítězové
- Nejlepší režisér: Richard Linklater – Chlapectví
- Nejlepší herec v hlavní roli: Jake Gyllenhaal – Slídil
- Nejlepší herečka v hlavní roli: Rosemund Pike – Zmizelá
- Nejlepší herec ve vedlejší roli: J. K. Simmons – Whiplash
- Nejlepší herečka ve vedlejší roli: Patricia Arquette – Chlapectví
- Nejlepší původní scénář: Dan Gilroy – Slídil
- Nejlepší adaptovaný scénář: Gillian Flynnová – Zmizelá
- Nejlepší kamera: Emmanuel Lubezki – Birdman
- Nejlepší původní hudba: Birdman – Antonio Sánchez
- Nejlepší animovaný film: Lego příběh
- Nejlepší cizojazyčný film: Vyšší moc (Švédsko)
- Nejlepší dokument: Citizenfour: Občan Snowden
- Nejlepší první film: Dan Gilroy – Slídil
- Objev roku: Jennifer Kent – Babadook
- Austin Film Award: Richard Linklater – Chlapectví
- Speciální ocenění: Gary Poulter